# Newcastle (Wyoming)
Newcastle é uma cidade localizada no estado norte-americano de Wyoming, no Condado de Weston.

## Demografia
Segundo o censo norte-americano de 2000, a sua população era de 3065 habitantes.
Em 2006, foi estimada uma população de 3272, um aumento de 207 (6.8%).

## Geografia
De acordo com o United States Census Bureau tem uma área de
6,4 km², dos quais 6,4 km² cobertos por terra e 0,0 km² cobertos por água. Newcastle localiza-se a aproximadamente 1324 m acima do nível do mar.

## Localidades na vizinhança
O diagrama seguinte representa as localidades num raio de 64 km ao redor de Newcastle.